# أبو جفان
أبو جفان هي قرية تتبعُ لمحافظة الأحساء في المنطقة الشرقية في المملكة العربية السعودية.

## أصل التسمية
أن سبب تسميتها بهذا الاسم وجود أسفل الوادي قبل انحداره مع منحدر جبال تسمي العرمة قلات تنتظم، وهذه القلات لخا شكل دوائر منها واحدة فوهتها مستديرة كالجفنة - القصعة - والعرب يسمون القلات المتقاربة المتتابعة في المجرى المائي النظيم، وهذا النظيم أورد ذكره الهمداني وهو يصف الطريق من (البحرين) إلى (اليمامة).

## الموقع
تبعد أبو جفان عن مدينة الرياض 100 كيلو مترًا.